# Trígamo sinaléptico de Baron
El trígamo sinaléptico de Baron es una clasificación morfológica de las razas de ganado vacuno que también se emplea en otras especies, como el ganado equino.

## Características
Se basa en tres características: Plástica, fanerópticas y energéticas.

### Plástica
Según su morfología:
- El perfil, silueta de los huesos frontal y supranasal.
  - Recto (normal)
  - Cóncavo (por debajo del normal)
  - Convexo (superior al normal)

- El peso.
  - Eumétrico (normal)
  - Elipométrico (inferior al normal)
  - Hipermétrico (superior al normal).

- La proporción, que es la relación existente entre los diámetros de longitud y anchura.
  - Longilíneos (largos)
  - Brevilíneos (cortos)
  - Mediolíneos (normales).

### Fanerópticas
Variaciones en las faneras:
- Boca: dientes y papilas.
- Miembros: uñas, pezuñas, cascos, espejuelos, espolón.
- Revestimiento: piel, pelo, lana y plumas.
- Sexuales: cuernos, crin, cola, perilla y cresta.

### Energéticas
Según la producción:
- Lana
- Carne
- Leche

Por el orden descrito, las características normales se representan por el signo o, las superiores por + y las inferiores por -. Así, por ejemplo, un ejemplar vacuno de producción cárnica sería ++- y uno de producción lechera -o+.

## Historia
Su creación se debe al investigador en Zootecnia francés del siglo XIX Louis de Baron.